# Parafia Świętych Apostołów Piotra i Pawła w Wierzchucinie Królewskim
Parafia Świętych Apostołów Piotra i Pawła w Wierzchucinie Królewskim – rzymskokatolicka parafia w dekanacie Mrocza diecezji bydgoskiej. Została utworzona ok. 1248 r.
Na obszarze parafii leżą miejscowości: Krąpiewo, Osiek (część), Huta (część), Popielewo, Wierzchucin Królewski i Wiskitno.